# Manuel Pérez (músico)
Manuel Pérez, en ocasiones escrito Emanuel Perez (Nueva Orleans, Luisiana, 1879-1946), fue un cornetista norteamericano de jazz tradicional, de origen creóle.
Algunos autores afirman que Pérez fue el primer gran trompetista de Nueva Orleans y que triunfó incluso antes que Buddy Bolden. Dirigió la Imperial Brass Band entre 1909 y 1912 (donde incorporó a su alumno Natty Dominique), participando además en otras bandas famosas, como la Onward Brass Band, antes de emigrar a Chicago, en 1916. De regreso al sur, en la década de 1920, tocó en la banda de Fate Marable. 
En su autobiografía, Louis Armstrong afirmó:
«Storyville. Con todas esas gloriosas trompetas –Joe Oliver, Bunk Johnson, que estaba en sus mejores momentos en aquella época, Emmanuel Perez, Buddy Petit, Joe Johnson— este último era genial y es una pena que nunca llegó a grabar ningún disco...»